# Chrysoupolis
Chrysoupolis (altgriechisch Χρυσούπολη = Goldstadt) war eine byzantinische Stadt an der Mündung des Strymon. Die Ruinen der Stadt liegen etwa 2,5 km nordwestlich des Ortes Paralia Ofryniou in der Gemarkung Kaledes. Vom 10. bis zum 16. Jahrhundert war es der wichtigste Hafen am Strymonischen Golf. Es verkehrten auch Schiffe flussaufwärts zum See Achinos, der heute trockengelegt ist.

## Geschichte
Die Stadt wurde im 8. oder 9. Jahrhundert gegründet und gilt als Nachfolgesiedlung des antiken Eion. Sie lag an der Straße von Thessaloniki nach Kavala. Nach dem Niedergang von Amphipolis, das etwa 5 km nordwestlich lag, wurde im Jahre 869 das Bistum Amphipolis nach Chrysoupolis übertragen. In mittelbyzantinischer Zeit wurde die westliche Befestigungsanlage gebaut. Historiker aus dieser Zeit nennen die Stadt oft weiterhin Amphipolis, obwohl sie die Stadt an der Mündung des Strymon meinen. 1082 wird Chrysoupolis in einem Chrysobullos logos des Alexios I. erwähnt. 1341 ließ Andronikos III. die Mauern der Stadt erneuern, und im Osten wurde eine Erweiterung angebaut. Im selben Jahrhundert erfolgte ein weiterer Ausbau, noch bevor die Stadt von den Osmanen unter Mehmed II. erobert wurde. Unter osmanischer Herrschaft war Chrysoupolis der wichtigste Handelsplatz in der Region. Die zunehmende Piraterie setzte der Stadt jedoch stark zu, so dass sie Anfang des 16. Jahrhunderts zum 6 km östlich gelegenen Kastell von Orfani verlegt wurde. Als Pierre Belon 1547 die Region besuchte, lag Chrysoupolis in Ruinen.

## Beschreibung
Die ältere westliche Burganlage liegt südlich des alten Hafenbeckens. Sie bedeckte eine Fläche von etwa 3 ha. Hiervon sind von der westlichen, südlichen und östlichen Mauer einige Abschnitte noch in Ruinen erhalten. Im Osten erstreckte sich die spätere Erweiterung, die etwa eine Größe von 5 ha hatte. Von dieser können nur die südlichen und östlichen Mauerzüge verfolgt werden. Westlich der Befestigung erstreckte sich eine Siedlung außerhalb der Mauern. Früher hielt man die Stadt für das byzantinische Kaisaropolis.
Das Titularbistum Chrysopolis in Macedonia geht auf Chrysoupolis zurück.